# Wojska brzegowe Marynarki Wojennej Federacji Rosyjskiej
Wojska brzegowe Marynarki Wojennej (ros. Береговые войска Военно-морского флота) – rodzaj wojsk Marynarki Wojennej Federacji Rosyjskiej.
Wojska brzegowe są częścią składową rosyjskiej Marynarki Wojennej. W ich skład wchodzą wojska rakietowo-artyleryjskie obrony wybrzeża, wojska obrony wybrzeża, piechota morska, a także wojska specjalne, w tym specnaz marynarki wojennej.

## Charakterystyka i zmiany organizacyjne

### Poradzieckie wojska brzegowe Federacji Rosyjskiej
Marynarka Wojenna Sił Zbrojnych Federacji Rosyjskiej przejęła znaczny potencjał byłej MW Związku Radzieckiego, w tym jej wojska brzegowe. W ich skład wchodziły między innymi wojska rakietowe i artylerii brzegowej – łącznie 19 dywizjonów z około 50 zestawami operacyjno-taktycznych rakiet przeciwokrętowych P-35 Redut i P-15 Rubież oraz kilkadziesiąt armat ciągnionych SM-4. W jednostkach artylerii brzegowej służyło około 8000 żołnierzy. Kolejny rodzaj wojsk to piechota morska, z jedną dywizją oraz czterema brygadami piechoty morskiej.  Wojska SpecNazu sił morskich przeznaczone były do zwalczania dywersji podwodnej. 

### Reorganizacja wojsk brzegowych po 2008
Uruchomiony w ramach „Planu przebudowy Sił Zbrojnych Federacji Rosyjskiej do 2016 roku” oraz „Kierunków dalszego rozwoju do 2020 roku” program reorganizacji sił morskich zakładał między innymi reorganizację wojsk brzegowych, wdrożenie nowych etatów, reorganizację i pełne rozwinięcie jednostek.
W odniesieniu do wojsk brzegowych Floty Czarnomorskiej, do 2012 planowano podporządkowanie dowództwu Floty wszystkich jednostek piechoty morskiej dyslokowanych w rejonie Morza Czarnego, Azowskiego, Kaspijskiego oraz delcie Wołgi. W lutym 2009, na bazie 810 pułku piechoty morskiej utworzono 810 Brygadę Piechoty Morskiej. W grudniu 2010 do 11 Brygady Artylerii Brzegowej przekazano trzeci zestaw operacyjno-taktycznych rakiet przeciwokrętowych K-300P Bastion-P. Po aneksji Krymu w 2014, komponent wojsk brzegowych poszerzono o sformowaną 126 Brygadę Obrony Wybrzeża, 8 pułk artylerii, pułk inżynieryjno-saperski, pułk przeciwchemiczny, przejęty od Ukrainy 501 batalion piechoty morskiej oraz batalion wojsk kolejowych.
We Flocie Północnej do 1 czerwca 2009 przeformowano 61 Brygadę PM w 61 pułk piechoty morskiej i zmieniono etat 536 Brygady Artylerii Nadbrzeżnej. Rozformowano też jednostki skadrowane.
W wojskach brzegowych Floty Oceanu Spokojnego do czerwca 2009 przeformowano 55 Dywizję Piechoty Morskiej tworząc na jej bazie 155 Brygadę PM, a 40 Brygadę PM przeformowano na 3 pułk piechoty morskiej. Rozformowano też jednostki skadrowane, przeformowano 520 Brygadę Artylerii Nadbrzeżnej oraz 72 pułk rakiet artylerii nadbrzeżnej.
W ramach reorganizacji Floty Bałtyckiej do 1 czerwca 2009 rozformowano jednostki skadrowane, a 7 Brygadę Zmechanizowaną przeformowano w 7 pułk zmechanizowany. Utrzymano w linii 79 Brygadę Zmechanizowaną, 336 Brygadę Piechoty Morskiej, 244 Brygadę Artylerii i 152 Brygadę Rakiet Operacyjno-Taktycznych. Z pododdziałów 336 BPM wycofano sprzęt ciężki, wyposażając ją w transportery opancerzone BTR-82A.

W marcu 2009  we Flotylli Kaspijskiej rozformowano dowództwo 77 Brygady Piechoty Morskiej. Jej 727 bpm przeznaczono do działania w delcie Wołgi, a 414 bpm do działań w terenie górskim.

## Struktura organizacyjna wojsk brzegowych
W 1991
| Nazwa jednostki                                         | Garnizon                        |
| Wojska brzegowe Floty Północnej                         | Wojska brzegowe Floty Północnej |
| ------------------------------------------------------- | ------------------------------- |
| 77 Dywizja Obrony Wybrzeża                              |                                 |
| 61 Brygada Piechoty Morskiej                            |                                 |
| 175 Brygada Piechoty Morskiej                           |                                 |
| pułk brzegowej artylerii rakietowej                     |                                 |
| pułk brzegowej artylerii rakietowej                     |                                 |
| pułk rakietowy Obrony Powietrznej                       |                                 |
| pododdziały płetwonurków bojowych                       |                                 |
| Wojska brzegowe Floty Oceanu Spokojnego                 |                                 |
| 40 Dywizja Obrony Wybrzeża                              |                                 |
| 55 Mozyrska Dywizja Piechoty Morskiej                   |                                 |
| 482 pułk artylerii                                      |                                 |
| 520 Brygada Artylerii Brzegowej                         |                                 |
| 72 pułk brzegowej artylerii rakietowej                  |                                 |
| 1532 pułk rakiet Obrony Powietrznej                     |                                 |
| 923 pułk rakiet Obrony Powietrznej                      |                                 |
| 216 pułk Walki Radioelektronicznej                      |                                 |
| 217 pułk Walki Radioelektronicznej                      |                                 |
| 52 Morski Punkt Rozpoznawczy                            |                                 |
| pododdziały płetwonurków bojowych                       |                                 |
| Wojska brzegowe Floty Czarnomorskiej                    |                                 |
| 126 Dywizja Obrony Wybrzeża                             |                                 |
| 810 Brygada Piechoty Morskiej                           |                                 |
| 301 Brygada Artylerii                                   |                                 |
| 17 Brygada SpecNaz                                      |                                 |
| 40 pułk brzegowej artylerii rakietowej                  |                                 |
| 854 pułk brzegowej artylerii rakietowej                 |                                 |
| 951 pułk brzegowej artylerii rakietowej                 |                                 |
| pododdziały płetwonurków bojowych                       |                                 |
| Wojska brzegowe Floty Bałtyckiej                        |                                 |
| 3 Dywizja Obrony Wybrzeża                               |                                 |
| 336 BPM                                                 |                                 |
| 2x oddział artylerii                                    |                                 |
| 6 x dywizjon rakietowy z 16 zestawami rakiet P-35 Redut |                                 |
| 457 Morski Punkt Rozpoznawczy                           |                                 |
| Wojska Brzegowe Flotylli Kaspijskiej                    |                                 |
| 847 dywizjon brzegowej artylerii rakietowej             |                                 |

W 2008
| Nazwa jednostki                             | Garnizon                        |
| Wojska brzegowe Floty Północnej             | Wojska brzegowe Floty Północnej |
| ------------------------------------------- | ------------------------------- |
| 61 Samodzielna Kirkeńska BPM                | Sputnik                         |
| 536 Samodzielna Brygada Artylerii Brzegowej | Snieżnogorsk                    |
| 99 samodzielny pułk łączności               | Polamyj                         |
| 215 pułk Walki Radioelektronicznej          | Sieweromorsk                    |
| pułk rakiet przeciwlotniczych               | Sieweromorsk                    |
| pułk obrony przeciwchemicznej               | Murmańsk                        |
| 180 morski batalion inżynieryjny            | Sieweromorsk                    |
| batalion ochrony i obrony dowództwa FP      |                                 |
| 160 kompania płetwonurków bojowych (PDSS)   |                                 |
| 269 kompania płetwonurków bojowych          |                                 |
| 313 kompania płetwonurków bojowych (PDSS)   |                                 |
| 420 Morski Punkt Rozpoznawczy               | Polamyj                         |
| Wojska brzegowe Floty Oceanu Spokojnego     |                                 |
| 55 Mozyrska Dywizja Piechoty Morskiej       |                                 |
| 40 Samodzielna Krasnodarsko-Harbińska BPM   |                                 |
| 520 Samodzielna Brygada Artylerii Brzegowej |                                 |
| 467 Brygada Artylerii                       | Pietropawłowsk Kamczacki        |
| 72 samodzielny pułk rakietowy               | Władywostok                     |
| 1532 pułk rakiet OP                         | Pietropawłowsk Kamczacki        |
| 923 pułk rakiet OP                          | Władywostok                     |
| 216 pułk Walki Radioelektronicznej          | Angliczanka                     |
| 217 pułk Walki Radioelektronicznej          | Szkotowo                        |
| 59 pułk łączności                           | Władywostok                     |
| 311 kompania płetwonurków bojowych (PDSS)   |                                 |
| kompania płetwonurków bojowych (PDSS)       |                                 |
| 52 Morski Punkt Rozpoznawczy                | Władywostok                     |
| 186 morski batalion inżynieryjny            | Razdolnoje                      |
| 164 morski batalion inżynieryjny            | Sowiecka Gawana                 |
| Batalion dowodzenia i ochrony FOS           | Władywostok                     |
| Wojska brzegowe Floty Czarnomorskiej        |                                 |
| 810 Brygada Piechoty Morskiej               | Sewastopol                      |
| 382 batalion piechoty morskiej              | Temruk                          |
| 11 Samodzielna Brygada Artylerii Brzegowej  | Anapa                           |
| 854 samodzielny pułk rakietowy              | Sewastopol                      |
| 1096 pułk rakiet przeciwlotniczych          | Sewastopol                      |
| 102 kompania płetwonurków bojowych          | Sewastopol                      |
| 138 kompania płetwonurków bojowych          | Noworosyjsk                     |
| 160 morski batalion inżynieryjny            | Sewastopol                      |
| 47 morski batalion inżynieryjny             | Krymsk                          |
| 431 Morski Punkt Rozpoznawczy               | Tupase                          |
| 529 Węzeł Łączności                         | Sewastopol                      |
| 89 pułk łączności                           | Sewastopol                      |
| 219 pułk Walki Radioelektronicznej          | Otradnoje                       |
| 130 Centrum Rozpoznania WE                  | Sewastopol                      |
| Wojska brzegowe Floty Bałtyckiej            |                                 |
| 336 Białostocka Brygada Piechoty Morskiej   | Bałtyjsk                        |
| 25 pułk rakiet artylerii brzegowej          | Donskoj                         |
| 10/844 pułk rakiet artylerii brzegowej      | Kronsztad                       |
| 7 Brygada Zmotoryzowana                     | Królewiec                       |
| 79 Brygada Zmotoryzowana                    | Gusiew                          |
| 609 szkolny pułk zmotoryzowany              | Gwardiejsk                      |
| 152 Brygada Rakiet Operacyjno-Taktycznych   | Czerniachowsk                   |
| 183 Brygada Rakiet OP                       | Gwardiejsk                      |
| 22 pułk rakiet przeciwlotniczych            | Królewiec                       |
| 43 pułk rakiet przeciwlotniczych            | Znamiensk                       |
| 698 pułk artylerii rakietowej               | Królewiec                       |
| 46 pułk pontonowo-mostowy                   | Gorodkowo                       |
| 1 gwardyjski Orszański pułk łączności       | Królewiec                       |
| 214 pułk Walki Radioelektronicznej          | Królewiec                       |
| 302 pułk Walki Radioelektronicznej          | Gwardiejsk                      |
| 218 pułk Walki Radioelektronicznej          | Jantamyj                        |
| 159 pułk Walki Radioelektronicznej          | Gwardiejsk                      |
| 196 Baza Sprzętu i Uzbrojenia               | Sowietsk                        |
| 385 Baza Sprzętu i Uzbrojenia               | Królewiec                       |
| 3598 Baza Sprzętu i Uzbrojenia              | Królewiec                       |
| 6610 Baza Sprzętu i Uzbrojenia              | Mamonowo                        |
| 127 morski batalion inżynieryjny            | Primorsk                        |
| 205 kompania płetwonurków bojowych (PDSS)   | Bałtyjsk                        |
| 561 Morski Punkt Rozpoznania SpecNaz        | Parusnoje                       |
| Wojska Brzegowe Flotylli Kaspijskiej        |                                 |
| 77 Gwardyjska Moskiewsko-Czemiachowska BPM  |                                 |
| 847 dywizjon rakiet artylerii brzegowej     | Astrachań                       |
| 539 Węzeł Łączności                         | Astrachań                       |
| 530 kompania Walki Radioelektronicznej      |                                 |